# Aleiodes equalis
Aleiodes equalis är en stekelart som beskrevs av Chen och He 1997. Aleiodes equalis ingår i släktet Aleiodes och familjen bracksteklar. Inga underarter finns listade i Catalogue of Life.